# Musée Clemenceau
Musée Clemenceau (Clemenceauovo muzeum) je muzeum v Paříži, věnované životu francouzského politika a novináře Georgese Clemenceaua. Nachází se v 16. obvodu v ulici Rue Benjamin-Franklin č. 8 v bytě, kde Georges Clemenceau žil od roku 1895 až do své smrti 1929.

## Historie
Clemenceau se na adresu nastěhoval krátce po panamské aféře, v jejímž důsledku byl pomluven a přišel o místo poslance. V této době se stal novinářem a angažoval se v Dreyfusově aféře za jeho osvobození. Ve svém bytě pobýval i v době svého jmenování francouzským premiérem, kdy byl zároveň ministrem vnitra (1906-1909) a obrany (1917-1920), neboť odmítl ministerský služební byt. Zde zemřel 24. listopadu 1929.
Po jeho smrti založili jeho tři děti nadaci, která měla za cíl uchovat památku bývalého politika a zachovat jeho byt ve stavu, v jakém se nacházel za jeho života.
Muzeum bylo pro veřejnost otevřeno v roce 1931 a v roce 1933 bylo doplněno o galerii dokumentující Clemenceauův život.
Přízemní byt i s přilehlou zahradou byl v roce 1953 zapsán na seznam historických památek.

## Expozice
Největší pokoj s výhledem do zahrady je věnován jeho díle. Clemenceau si nechal pokoj zařídit jako kancelář ve tvaru podkovy. Podél zdí se nachází rozsáhlá knihovna. K bytu přiléhá malá zahrada, kde se často scházel se svým přítelem Claudem Monetem. Další pokoj je zařízený v čínském stylu a sloužil jako jeho druhá kancelář. Velká jídelna sloužila k přijímání návštěv.